# Sharon Kovacs
Sharon Kovacs (15 de abril de 1990), conocida profesionalmente como Kovacs, es una cantante neerlandesa de Baarlo.

## Carrera
Kovacs estudió en Rock City Institute, una escuela vocacional en Eindhoven, Países Bajos. Se graduó en 2013. En 2014  trabajo con el productor Oscar Holleman para grabar su primer EP Mi Amor, el cual era en parte grabado en Cuba. El 1 de junio de 2014, la estación de radio neerlandesa NPO 3FM la nombró 3FM Serious Talent.
En 2014, ella tocó en varios festivales entre los cuales North Sea Jazz y Lowlands (festival).  El 2 de octubre, ganó el premio NPO Radio 6 Soul & Jazz de Países Bajos en la categoría "Mejor talento de soul y jazz". El 29 de octubre, se anunció que ella es la cuarta ganadora de un European Border Breakers Award 2016.

## Discografía

### Shades of Black (2015)
Su primer álbum Shades Of Black fue lanzado el 2 de abril de 2015, después de lo cual comenzó su gira Shades of Black donde tocó en varios festivales de Europa, Turquía e Israel.

### Child of Sin (2023)
Kovacs lanzó el sencillo Not Scared of Giants en marzo de 2022 como parte de su nuevo álbum. Este nuevo álbum, titulado Child of Sin salió al mercado el 13 de enero de 2023. El tema principal esta cantado a dueto con Till Lindemann; el vocalista de Rammstein. El álbum fue coescrito y producido por Jonathan Quarmby en RAK Studios de Londres.
El periódico de Volkskrant otorgó al álbum una calificación de cuatro estrellas y el crítico Pablo Cadena comento sobre este: «Sharon Kovacs muestra el sentido correcto del drama en Child of Sin». Este álbum ingreso al Dutch Album Top 100 en la quinta posición el 21 de enero de 2023, en donde permaneció por tres semanas.